# Ольшанскис, Викторас
Ви́кторас Ольша́нскис (лит. Viktoras Olšanskis; 14 марта 1969) — литовский футболист, полузащитник. Играл за сборную Литвы.

## Биография
Начинал профессиональную карьеру в 1991 году в литовском клубе «Сириюс». Игра молодого полузащитника вскоре привлекла внимание тренеров сборной и с 1992 года Ольшанскис стал вызываться игры национальной команды Литвы.
В 1993 провел сезон за эстонскую «Флору». Из неё он перебрался в Германию, в клуб оберлиги «Шверин», а ещё через некоторое время играл за швейцарский «Виль».
В 1995 вернулся в Эстонию, в клуб «Тервис». В 1996 уехал в Финляндию в клуб «Хака». В конце года играл за «Жальгирис», а в начале 1997 уехал играть в Россию. Выступал за российские клубы «Балтика» и «Анжи».
С 1999 играл в Латвии за клуб «Сконто», при этом в 2000 был в аренде в клубе «Полицияс ФК».
В 2002 вернулся в Литву, играл за «Атлантас» и «Шилуте».

## Достижения
- Кубок Балтики по футболу 1992 года
- Чемпион Латвии (3): 1999-2001
- Обладатель Кубка Латвии: 2001